# Zioniten (Ronsdorf)
Die Zioniten, auch Ellerianische Sekte, Ellerische Rotte, Ronsdorfer Sekte oder Philadelphische Sozietät, waren im 18. Jahrhundert eine von Elias Eller in Gemeinschaft mit seiner zweiten Ehefrau Anna Catharina vom Büchel und dem reformierten Prediger Daniel Schleyermacher in Elberfeld gegründete und später nach Ronsdorf ausgezogene schwärmerische und radikal-pietistische christliche Sekte.

## Anfänge
Die Bewohner Elberfelds (heute Wuppertal-Elberfeld) waren bis ins frühe 18. Jahrhundert fast alle Mitglieder der Reformierten Kirche. Es gab dort 1658 nur sechs katholische Familien. Die Bevölkerung war von Politik weitgehend ausgeschlossen, da die katholische Regierung des Herzogtums Jülich-Berg keine evangelischen Beamten anstellte. Der gelehrte Stand war lediglich durch Prediger und Lehrer der Lateinschule repräsentiert. Der Bürgerstand verfolgte in religiöser Hinsicht im Wesentlichen zwei verschiedene Richtungen:
- die orthodox-reformierte Gemeinde, die sich in den Traditionen des 17. Jahrhunderts bewegte,
- die zinzendorfisch-herrnhutische (philadelphische) Gemeinde, die außer der kirchlichen Erbauung auch eine innige religiöse Gemeinschaft suchte. Diese Richtung war durch Auftritte von Erweckungspredigern wie Ernst Christoph Hochmann von Hochenau gefördert worden. Eine kleine lutherische Gemeinde war erst kurz zuvor durch eine Gruppe von Eingewanderten entstanden.

Der radikale Pietismus geriet zu dieser Zeit unter den Einfluss der Inspirierten, die eine ekstatisch-visionäre Religiosität lebten. So hatte Anna Catharina vom Büchel seit etwa 1722 Verzückungen und Gesichte. Seit 1726 hielt sie regelmäßig in Elberfeld pietistische Erbauungsstunden ab, die zunächst von der reformierten Kirche geduldet wurden. In der Elberfelder Sozietät trat vom Büchel als Prophetin bald regelmäßig auf und konnte schnell eine feste Gruppe von Anhängern um sich sammeln. Sie war als Dienstmädchen im Hause der Familie Bolckhaus angestellt, wo sie vermutlich erstmals ihren späteren Ehemann Elias Eller antraf.
Eller, Werkführer in der Florettbandfabrik seiner ersten Ehefrau Katharina Bolckhaus, hatte durch seine phantasiereichen Auslegungen der Bibel in Erbauungsstunden eine starke geistliche Autorität unter seinen Gesinnungsgenossen. Zunächst beschlossen seine Anhänger, innerhalb der von Eller mitgetragenen Philadelphischen Societät als Pietistische Gesellschaft oder Konventikel, ähnlich wie zuvor Jane Leade in England, das geistlich-religiöse Leben zu befruchten.
Eller soll vom Büchel in privaten Erbauungsstunden die die Bibelstelle Offb 21,1–2  erklärt haben, die besagt, dass bei der Apokalypse, dem Jüngsten Gericht und dem Endkampf zwischen Gott und dem Teufel, letzten Endes Gott als Sieger aus diesem Kampf hervorgehen wird. Daraufhin werden die Erde und der Himmel erneuert und eine Stadt wird aus dem Himmel herabfahren: das neue Jerusalem. Büchel zeigte sich hiervon besonders inspiriert.
Schon im ersten Jahr ihrer Prophezeiungen wurden fünfzig Haushalte zu der Bewegung gezählt. Die Offenbarungen vom Büchels wurden von Eller in einem Buch aufgezeichnet, welches den Namen Ronsdorfer Hirtentasche trägt (vergleiche: Jalkut). Die Anhänger wurden in ein Verzeichnis aufgenommen und als Versiegelte bezeichnet. Dieses Verzeichnis war ein Teil der Hirtentasche und blieb so erhalten. Anna vom Büchel wurde von ihren Anhängern Mutter Zion, Elias Eller Vater Zion genannt. Daneben hatte sie weitere Ehrbezeichnungen wie Hütte Gottes bei den Menschen, Mutter Jerusalem oder Arche des Testaments.
Herausragende Anhänger Ellers und vom Büchels waren reformierte Theologen wie Pastor Daniel Schleyermacher, Großvater des späteren Theologen Friedrich Schleiermacher, und Peter Wülffing (1701–1776) aus Solingen.

## Auszug nach Ronsdorf
Kontinuierlich forderte vom Büchel zum Auszug aus Elberfeld, das sie mit Babel gleichsetzte, auf. Ab spätestens 1726 prophezeite sie unter anderem, dass sie und Elias Eller das neue Zion aufbauen würden, und dass sie berufen sei mit Eller einen Sohn zu zeugen, der als neuer Heiland und Messias die Welt beherrschen würde (siehe auch Offb 12,5 ). Im Alter von 36 Jahren heiratete sie am 26. Januar 1734 Elias Eller, nachdem dieser sich 1727 von seiner ersten Frau Katharina Bolckhaus getrennt hatte und sich 1733 scheiden ließ. Bereits 1727 hatte Eller angekündigt, vom Büchel heiraten zu wollen. Am 4. Juli 1734 wurde der erste Sohn Benjamin geboren, der jedoch am 21. November 1735 überraschend verstarb. Im Juli 1736 gebar vom Büchel die Tochter Anna, die noch im August des gleichen Jahres verstarb. 1738 wurde am 1. Januar Sarah († 1770) und ein Jahr darauf am 6. Dezember Rahel geboren.
Mit seiner speziellen Auslegung der reformierten Erwählungslehre (Prädestination) geriet Eller mit den Elberfelder reformierten Gemeinden in Konflikt. Um dem Druck auszuweichen, kaufte er 1737 einen Teil seines früheren Familienhofes Ronsdorf (1494 erstmals erwähnt) jenseits der Grenze von Elberfeld zurück, und noch im gleichen Jahr zogen die ersten Zioniten aus Elberfeld in die neue entstehende Siedlung namens Ronsdorf, welche die Anhänger der philadelphischen Sozietät als das Himmlische Jerusalem ansahen. Vom Büchel hatte vorhergesehen, dass die Führung des Auszuges aus Elberfeld nach Ronsdorf unter ihrer und Ellers Anleitung geschehen sollte, beide seien aus dem Stamme Juda, dem Geschlechte Davids, entsprossen, und beide würden nun das Tausendjährige Reich herbeiführen.
Alle Häuser der Siedlung waren nach dem Vorbild des biblischen Lagers der Israeliten auf die „Stiftshütte“, d. h. das Gemeindehaus und Wohnhäuser von Eller und Schleyermacher ausgerichtet. Elias Eller wurde zum Bürgermeister von Ronsdorf gewählt. Gleichzeitig war er in seiner Gemeinde Kirchmeister. Faktisch war Eller neben dem Pfarrer Schleyermacher die prägende Figur in der neuen Gemeinde. Ronsdorf erhielt bereits 1745 das Stadtrecht, dank der vielfältigen Kontakte Ellers bis hin zum preußischen König Friedrich II.

## Niedergang
Gegner Ellers warfen ihm Promiskuität innerhalb seiner Sekte mit der Stammmutter Anna vor, einen zunehmenden Trend zur Sinnlichkeit „mit groben Ausschweifungen“ (speziellen Auslegungen von Liebesmahlen) innerhalb der Führung der Sekte.
In den folgenden Jahren spaltete sich mit Schleyermacher eine an der Echtheit der Offenbarungen zweifelnde größere Gruppe von der Gemeinschaft ab, und Schleyermacher wurde in der Folge von der Gemeinde ausgeschlossen. 1745 wurde Pfarrer Peter Wülffing aus Solingen, ein Anhänger Ellers, als Prediger gewählt. Nach Ellers Tod 1750 trat sein Stiefsohn Johannes Bolckhaus allein an die Spitze der Zioniten, und die schon früher als Prophetin aufgetretene Tochter Ellers, Sarah, versuchte in ihren göttlichen Aussprachen Bolckhaus und Wülffing im Kampf gegen Schleyermacher und die Zweifler zu stärken. Durch Verleumdungen und Bestechung wurde eine Untersuchung wegen Gotteslästerung, Hexerei und Majestätsverbrechen angeordnet, in deren Verlauf am 24. April 1750 ein Kommando von 160 Soldaten zur Verhaftung Schleyermachers nach Elberfeld abgesandt wurde. Dieser konnte jedoch zu seiner in Arnheim/Holland verheirateten Schwester fliehen.
Nachdem Ronsdorf 1754 aus der Synode ausgeschieden war, nahm der Verfall der Glaubensgemeinschaft immer mehr zu. Wülffing zerstritt sich mit Bolckhaus und wurde auf dessen Betreiben von der Düsseldorfer Regierung suspendiert. Am 31. Mai 1768 wurde die Gemeinde mit der Wahl eines neuen Predigers namens Herminghaus wieder in die reformierte Landeskirche aufgenommen.